# Eduardo Nascimento
Eduardo Nascimento (Luanda, 26 de Junho de 1943 - Lisboa, 22 de novembro de 2019) foi um cantor e músico português. Venceu o  4º Grande Prémio TV da Canção Portuguesa e representou Portugal no festival da Eurovisão.

## Biografia
Líder do conjunto angolano Os Rocks, participou num dos concursos de música ié-ié, realizados no Teatro Monumental, em Lisboa. 
Em 1967 perenizou-se com o tema O Vento Mudou, vencedor do Festival RTP da Canção. A música foi representar Portugal no Festival Eurovisão da Canção, realizado em Viena, ficando em 12º lugar (ex-aequo com a Finlândia), entre dezassete países.
Eduardo Nascimento foi dos primeiros cantores negros a pisar os palcos da Eurovisão, a par com Milly Scott, representante da Holanda em 1966. O tema viria a ser regravado pelos Delfins, por Adelaide Ferreira e pelos UHF. 
Com Os Rocks, Nascimento gravou ainda dois EPs: um em 1967 (Decca Pep 1173), com as faixas Wish I May, I Put A Spell On You, The Pied Piper e Only One Such As You; o segundo em 1968 (Decca Pep 1233), com Don't Blame Me, With Your Hands, Hold My Hand e Something's Gotten Hold Of My Heart. O cantor continuou a actuar com Os Rocks até 1969, altura em que voltou para Angola e abandonou a carreira musical. Posteriormente veio a exercer funções na TAP e em outras companhias aéreas africanas.
Morreu em 22 de novembro de 2019, vítima de doença prolongada.

#### Participações

##### Festival da Canção
| Edição | Canção          | Música                  | Letra                  | Final             | Pontos            | Semi | Pontos |
| ------ | --------------- | ----------------------- | ---------------------- | ----------------- | ----------------- | ---- | ------ |
| 1967   | "O vento mudou" | Nuno Nazareth Fernandes | João Magalhães Pereira | 1º                | 120               | 1º   | 78     |
| 1967   | "Um homem só"   | José Pereira Mesquita   | Francisco Nicholson    | Não se qualificou | Não se qualificou | 5º   | 9      |

##### Festivais Internacionais
| Edição         | Canção          | Música                  | Letra                  | Final | Pontos |
| -------------- | --------------- | ----------------------- | ---------------------- | ----- | ------ |
| Eurovisão 1967 | "O vento mudou" | Nuno Nazareth Fernandes | João Magalhães Pereira | 12º   | 3      |